# جرج پاپاکونستانتینو
جرج پاپاکونستانتینو (یونانی: Γιώργος Παπακωνσταντίνου؛ زادهٔ ۳۰ اکتبر ۱۹۶۱) سیاست‌مدار و اقتصاددان اهل یونان است. وی هم‌اکنون وزیر انرژی یونان می‌باشد.